# Саллі (оповідання)
«Са́ллі» (англ. Sally)  — науково-фантастичне оповідання американського письменника Айзека Азімова, вийшло вперше 1953 року в часописі «Fantastic». Згодом виходило друком в збірках оповідань «Прихід ночі та інші історії» (1969), «Все про роботів» (1982) та «Сни робота» (1986).

## Короткий зміст
В оповіданні йдеться про майбутнє — 2057 рік, де рух по дорогах дозволено тільки автомобілям з позитронним мозком, тому нема потреби в процесі водіння у людях. Автомобілі спілкуються між собою стуканням та порухами дверей, автомобільними сигналами, звуками мотора.
П'ятдесят один старий автомобіль знаходився «на пенсії» на фермі у віданні Джейкоба Фолкерса, де про них є можливість належним чином піклуватися, однак Джейк на них не їздить. Кожен з них має власне ім'я, тільки три ідентифікуються по марці. Саллі — старий кабріолет, можливо, «Chevrolet Corvette».
Одного дня ферму відвідує продавець Раймонд Гелхорн та робить Джейку спокусливу пропозицію — дістати з автівок дорогі позитронні мотори та продати їх. Незважаючи на пропоновані 50 % зиску, Джейк відкидає пропозицію. Однак така заманлива можливість примушує Раймонда через кілька днів навідатися до Джейка зі зброєю. Автомобілі із штучним інтелектом вже зрозуміли, про що йдеться та покидають геть ферму. Геллхорн бере в заручники 60-літнього Джейка та сідає з ним до свого автобуса. Автомобілі-втікачі доганяють автобус та доходять із ним згоди. Автобус зупиняється, коли ж Гелхорн намагається застрелити Фолкерса, викидає Джейкоба, після чого від'їздить із Раймондом. Саллі відвозить Фолкерса на ферму.
Наступного ранку в новинах повідомляється, що Гелхорн знайдений мертвим у кюветі, зі слідами на тілі від пневматичних шин, автобус його зник. Джейк розуміє, що роботичні автомобілі продумують, планують та можуть разом здійснювати спільні дії. Після цього він розуміє, що ситуація може дійти до точки кипіння і автомобілі перестануть слухати накази людей. Ця думка настільки його знепокоїла, що Джейк починає уникати і Саллі.